# Defy Media
Defy Media, tên cũ là Alloy Digital và Break Media, là một công ty truyền thông kỹ thuật số Hoa Kỳ sản xuất nội dung trực tuyến gốc cho nhóm tuổi 12–34.

## Nhãn hiệu
- Smosh[8][9][10][11]
- Shut Up! Cartoons[12][13]
- Screen Junkies[14][15][16]
- Clevver Media[17][18][19][20]
- The Escapist[21][22][23][24][25][26]

### Các trang web/kênh khác
- Gurl
- MadeMan
- Awe.me
- The Warp Zone
- Prank It FWD (Forward)

## Nhân viên
Matt Diamond là CEO của Defy Media. Công ty tuyển dụng khoảng 400 nhân viên trên toàn thế giới.